# 冯修
馮修（？—？），或作馮脩，字宝業，北魏外戚，長樂郡信都縣（今河北省衡水市冀州區）人。

## 生平
冯熙和博陵長公主的儿子。小時候被姑母文明太后召入禁中。受宮中教育，通习经史。任侍中、鎮北大將軍、尚書，封東平公。492年（太和十六年）正月、降格為侯。
馮修性格浮薄，兄冯诞常将冯修的所作所为禀告冯太后及魏孝文帝，孝文帝严责冯修，甚至加以杖罚。冯修怀恨，迁怒冯诞，暗中勾结冯诞的左右侍从中对冯诞不满的人，企图让他们把毒死。事情被发觉，孝文帝亲自詰問事情的詳细情况。馮誕为弟弟求情、馮修被鞭打一百，贬为平城百姓。馮修之妻是司空穆亮之女，穆亮求離婚、免官，孝文帝都没有許可。

## 子孙
- 冯会（女）
- 冯娑罗（曾孙女）

## 传记資料
- 《魏書》卷83上 列传第71上
- 《北史》卷80 列传第68